# Stanton Long
Stanton Long – wieś i civil parish w Anglii, w hrabstwie Shropshire. W 2011 civil parish liczyła 310 mieszkańców.